# Pinus sylvestris var. hamata
Pinus kochiana · Pin de Koch
Variété
Synonymes
- Pinus armena K.Koch[2],[1]
- Pinus caucasica (Medw.) N.Busch[1]
- Pinus hamata (Steven) Sosn. non Roezl. 1857[2]
- Pinus hamata (Steven) Sosn.[1]
- Pinus kochiana Klotzsch ex K.Koch[2]

,
- Pinus montana var. caucasica Medw.[1]
- Pinus sosnowskyi Nakai[1] [2]
- Pinus sylvestris kochiana var. parviflora (Fomin) Grossh.[2]
- Pinus sylvestris montana var. caucasica Medw.[2]
- Pinus sylvestris subsp. hamata (Stev.) Fomin[2]
- Pinus sylvestris sylvestris var. argentea Stev.[2]

Pinus sylvestris var. hamata, aussi connu sous le nom de Pinus kochiana ou pin de Koch est une espèce de pins présente principalement en Géorgie, dans les régions historiques d'Adjarie et de Djavakhétie. Il doit son nom au botaniste allemand Karl Koch qui explore le Caucase dans la première moitié du XIXe siècle.
Pinus kochiana est représenté sur une pièce de 200 dram arménien de 2014.

## Liste des variétés
Selon Tropicos (18 décembre 2018) :
- variété Pinus kochiana var. parviflora (Fomin) Grossh.